# JOONE
JOONE (англ. Java Object Oriented Neural Engine) — компонентно-базований фреймворк для організації штучних нейронних мереж, написаний на Java. JOONE — порівняно легкий в освоєнні конструктор нейронних мереж, а також інструментарій для їх тренування.

## Риси
Joone складається з компонентної архітектури, тобто базується на доповнюваних компонентах, які можуть бути розширені з метою побудови нових алгоритмів і архітектур нейронних мереж.
Компоненти є кодовими модулями, що додаються для створення інформаційного потоку. Нові компоненти можуть бути додані, або від'єднані. Понад симуляцією, Joone також має до певної міри мульти-платформові можливості оснащення.
Joone має GUI додаток для того, щоб графічно створювати і тестувати будь-які нейронні мережі, а також розподілене середовище навчання, що дозволяє тренувати нейронні мережі на багатьох віддалених машинах.

## Порівняння
Станом на 2010, Joone, Encog and Neuroph є трьома головними вільними компонентними середовищами для побудови і навчання нейронних мереж, доступними для Java платформи. На відміну від двох інших комерційних систем Синапс and NeuroSolutions, це середовище написане в Java і має пряму міжплатформову підтримку. Обмежене число компонентів і рудиментарне графічне середовище знижує привабливість порівняно з комерційними аналогами.
Joone розглядається більше як каркас для нейронних мереж, ніж повністю інтегроване середовище побудови. На відміну від комерційних аналогів, Joone доволі концентрований на кодовій побудові нейронних мереж, ніж на графічній.
Хоч теоретично Joone може бути використаний для розвитку широкого класу адаптивних систем (включаючи системи з неадаптивними елементами), він придатніший для побудови нейронних мереж зі звортним поширенням помилки.